# Station Limanowa
Station Limanowa is een spoorwegstation in de Poolse plaats Limanowa.